# Potočani (Odžak)
Potočani es un pueblo de la municipalidad de Odžak, en el cantón de Posavina, Bosnia y Herzegovina.

## Superficie
Posee una superficie de 9,53 kilómetros cuadrados.

## Demografía
Hasta 2013 la población era de 1332 habitantes, con una densidad de población de 139,8 habitantes por kilómetro cuadrado.